# Edward A. Hannegan

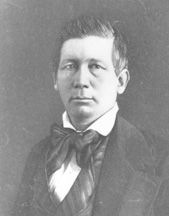
Edward A. Hannegan

Edward Allen Hannegan (* 25. Juni 1807 im Hamilton County, Ohio; † 25. Februar 1859 in St. Louis, Missouri) war ein US-amerikanischer Jurist und Politiker (Demokratische Partei), der den Bundesstaat Indiana in beiden Kammern des Kongresses vertrat.
Noch im Jahr von Edward Hannegans Geburt zogen seine Eltern mit ihm ins Bourbon County im Staat Kentucky. Dort besuchte er die öffentlichen Schulen, studierte die Rechtswissenschaften und arbeitete als Lehrer sowie als landwirtschaftliche Hilfskraft. 1827 wurde er in die Anwaltskammer aufgenommen, woraufhin er nach Indiana umzog. Er lebte dort zunächst in Vincennes und Terre Haute, ehe er sich dauerhaft in Covington niederließ und dort als Jurist zu praktizieren begann.
Politisch betätigte er sich in seiner neuen Heimat ebenfalls. Von 1832 bis 1833 saß er im Repräsentantenhaus von Indiana, in das er später von 1841 bis 1842 noch einmal zurückkehrte. Zwischen dem 4. März 1833 und dem 3. März 1837 gehörte Hannegan dem Repräsentantenhaus der Vereinigten Staaten in Washington, D.C. an. Nachdem er in der Folge zunächst wieder als Jurist in Indiana gearbeitet hatte, zog er schließlich am 4. März 1843 in den US-Senat ein, wo er bis zum 3. März 1849 verblieb. Da ihn seine Partei nicht erneut nominierte, musste er nach einer Amtsperiode wieder aus dem Kongress ausscheiden. Während seiner Zeit im Senat war er unter anderem Vorsitzender des Committee on Private Land Claims.
Vom 30. Juni 1849 bis zum 13. Januar 1850 fungierte Edward Hannegan als Gesandter der Vereinigten Staaten in Preußen. Nach seiner Rückkehr war er wieder als Jurist in Covington tätig, bis er 1857 nach St. Louis umzog. Dort starb er zwei Jahre darauf an einer Überdosis Morphium.